# Belkacem Nabi
Belkacem Nabi, né en 1929 à M'slia Algérie, diplômé de l'Ecole Nationale d'Ingenieurs d'El-Harrach, occupa différents postes de responsabilités dans l'industrie pétrolière en France.

## Biographie
Il a étudié et est diplomé de l'École d'industrie de Dellys (Grande Kabylie) entre 1946-1949, avant de devenir ingénieur diplômé de l'École nationale d'ingénieurs des travaux publics et du bâtiment d'Alger (promotion 1951-1955).
Après avoir différents postes de responsabilités dans l'industrie pétrolière en France, il quitte la France en raison de ses activités au sein de la Fédération de France du FLN et rejoint le Maroc où il participa à l'élaboration du dossier des négociations pétrolières dans le cadre des accords d'Evian. À l'indépendance, il a été chargé de la mise en place de la structure de l'administration du secteur pétrolier. En 1964/65 il est directeur de l'Energie et des carburants et à la fois Président du Conseil d'administration de la SN Repal. En 1968, il prend en charge le dossier de financement du 1er plan quadriennal. De 1970 à 1974,il est nommé Wali à Tlemcen. À partir de 1974, il devient conseiller à la Présidence de la République. De 1979 à 1988, il est Ministre de l'Energie et des Industries chimiques pétro-chimiques,.